# Grigori Syroyezhkin
Grigori Serguéyevich Syroyezhkin (en ruso: Григорий Сергеевич Сыроежкин; Vólkovo, Rusia, 25 de enero de 1900 - Moscú, 26 de febrero de 1939) fue un agente del NKVD soviético que participó en la Guerra Civil Española. 

## Reclutamiento y primeras misiones
Nacido en el seno de una familia campesina, no recibió educación formal. Reclutado en 1921 por la Checa, formó parte de la operación SYNDICATE contra Borís Sávinkov. Usando el alias "Serebryakov", estableció una serie de contactos con miembros de la Inteligencia y Contrainteligencia polaca. En 1925 participó en la operación TRUST, con el objetivo de hacer que Sydney Reilly visitase la Unión Soviética para detenerlo y ejecutarlo. Syroyezhkin tomó para ello el sobrenombre de "Schyukin", presentándose como militante de una inexistente Organización Monárquica de la Rusia Central.

## Guerra Civil Española

### El NKVD en España
En respuesta a la petición de ayuda cursada por el gobierno republicano a la Unión Soviética, Moscú nombra el 21 de agosto a Marcel Rosenberg, diplomático de carrera, como embajador en Madrid. En setiembre de 1936 le sigue el NKVD con un equipo escaso de agentes encabezados por Alexander Orlov, repartidos entre Madrid, Barcelona y Valencia. Dicho equipo estaba formado por dos componentes: 
Por un lado, un grupo de agentes "legales" que operaban con nombres falsos (bajo cobertura diplomática basada en trabajos ficticios en la embajada soviética) integrado por el propio Nikolsky/Orlov, Belkin/Belyáev, Syroyezhkin/Pancho, Eitingon/Kótov y Vasilevsky/Grebetsky, destinados permanentemente y complementados por otros agentes "temporales" que se quedaban en España entre unos meses y un año. 
Por otro, trabajando con los anteriores, tres agentes "ilegales", esto es, que operaban sin cobertura de la legación soviética: María Fortus, Grigulévich y el alemán Erich Tacke, usados sobre todo en "operaciones especiales" como el secuestro y asesinato de Andrés Nin. Además reclutaron colaboradores sobre el terreno, ya fuese españoles como Luis Lacasa o brigadistas como George Mink.
Aparte, y de manera autónoma, operaban otras ramas de la inteligencia soviética, en particular el GRU (inteligencia militar), cuya misión era ayudar al esfuerzo de guerra mediante asesores, especialistas (pilotos, oficiales navales) y la realización de labores de espionaje contra las tropas franquistas. Para ello contaba con muchos más medios, humanos y materiales, que el NKVD, cuya prioridad era la eliminación del "enemigo interno", entendido este como cualquier muestra de disidencia con respecto a la ortodoxia estalinista, especialmente el trotskismo y los anarquistas, a menudo al margen del aparato estatal republicano.

### Syroyezhkin en la Guerra Civil
Bajo el alias de "Pancho", el mayor de la Seguridad del Estado Syroyezhkin opera en un principio en Madrid, trabajando con las fuerzas de seguridad republicanas:

Unos delegados de la G.P.U (NKVD) que se hacen llamar camaradas Coto (Eitingon), Pancho y Leo (Vasilevsky), secundados por un individuo que usaba el nombre de José Ocampo y varias mujeres intérpretes, instalados todos ellos en el Hotel Gaylor de la calle Alfonso XII...orientan durante el año 1937 las actividades de la policía marxista madrileña.
Causa General. 2ª Edición , capítulo IX. Ministerio de Justicia, Madrid, 1943

Más adelante Syroyezhkin es destinado a Valencia donde, debido a su experiencia en contrainteligencia, le fue asignada la tarea de "instructor de guerrillas", teniendo como segundo a Lev Vasilevsky. Hay que tener en cuenta que la Inteligencia Militar soviética -que operaba de manera autónoma con respecto al NKVD- había abierto su propia escuela en Villanueva de la Serena, (Córdoba), con un plantel de 22 especialistas que formaron guerrilleros como Domingo Ungría o Bill Aalto. 
Como ejemplo de su actividad, en el verano de 1938, Syroezchkin mandó a Vasilevsky en misión de infiltración a Mallorca, en manos del ejército franquista, a bordo del submarino C4, que contaba con un capitán soviético, el teniente de navío Iván Burmistrov.

## Regreso a la URSS y ejecución
En 1938, tras la deserción de Alexander Orlov, Syroyezhkin -junto con otros agentes, como Naúm Belkin- fue llamado a Moscú. A pesar de su historial de servicio, reflejado en las numerosas condecoraciones otorgadas, que incluían el ser Caballero de la Orden de la Bandera Roja y de la Orden de Lenin, fue arrestado el 8 de febrero de 1939. El 26 de febrero de 1939, fue acusado de espiar para Polonia (basándose en sus contactos de los años 20). Declarado culpable, fue ejecutado con un disparo en la cabeza ese mismo día.
Tras la muerte de Stalin, Syroyezhkin fue rehabilitado póstumamente en 1958.